# Министерство государственных имуществ Российской империи
Министерство государственных имуществ — министерство, заведовавшее государственными землями и иным государственным имуществом в Российской империи.

## История
При учреждении министерств в 1802 году создание отдельного ведомства для надзора за государственными имуществами не предусматривалось. Эти функции распределялись между подразделениями Министерства внутренних дел и Министерства финансов. С 1811 года управлением государственными имуществами занимался Департамент государственных имуществ Министерства финансов, затем (с 29.04.1836) — V отделение Собственной е.и.в. канцелярии.
Министерство государственных имуществ было учреждено 26 декабря 1837 (7 января 1838) года. В 1843 году в состав Министерства перешёл из финансового ведомства Лесной департамент вместе с Корпусом Лесничих. В 1845 году 3-й департамент министерства был преобразован в Департамент сельского хозяйства. В 1848—1856 и 1874—1881 гг. в ведении министерства находилось Государственное коннозаводство.
В декабре 1866 года состоялось кардинальное преобразование внутренней структуры министерства: был упразднён 1-й департамент; 2-й департамент преобразован во Временный отдел, который, несмотря на своё название, в течение 15 лет был главным подразделением министерства; департамент сельского хозяйства был переименован в департамент земледелия и сельской промышленности. В ноябре 1892 года были образованы два новых отделения: инородческое и сибирское. С 1873 по 1905 год в состав министерства входил Горный департамент, ранее находившийся в финансовом ведомстве.
В 1894 году ведомство было преобразовано в Министерство земледелия и государственных имуществ и главным для министерство стали вопросы сельского хозяйства, а управление государственными имуществами: земельными, лесными и горными, отошло на второй план. До 1905 года Министерство издавало журнал под названием «Известия Министерства земледелия и государственных имуществ». В мае 1905 года оно снова меняет профиль и статус — реорганизуется в Главное управление землеустройства и земледелия, в котором сосредоточилось осуществление столыпинских аграрных реформ. В октябре 1915 года Главное управление вновь преобразуется в Министерство земледелия.
Министерству государственных имуществ вверялось управление государственными имуществами (казёнными землями, казёнными оброчными статьями, лесами казённого ведомства), общий надзор за исполнением повелений о сбережении лесов и поощрении лесоразведения, заведование горной и соляной частями, охранение источников минеральных вод и заведование Кавказскими минеральными водами, заведование кустарными промыслами, попечение над некоторыми категориями населения, организация управления крестьянами, которое повысило бы их благосостояние.
Министр земледелия и государственных имуществ являлся одновременно и главноуправляющим горною частью, которой он заведовал посредством Горного Департамента, высшего горного учреждения — Горного Совета, Горного Ученого Комитета и местных горных установлений.

## Министры
- 1837—1856: граф П. Д. Киселёв;
- 1856—1857: В. А. Шереметев[4];
- 1857—1862: граф М. Н. Муравьёв;
- 1862—1872: А. А. Зелёной;
- 1872—1879: П. А. Валуев;
- 1879—1881: князь А. А. Ливен;

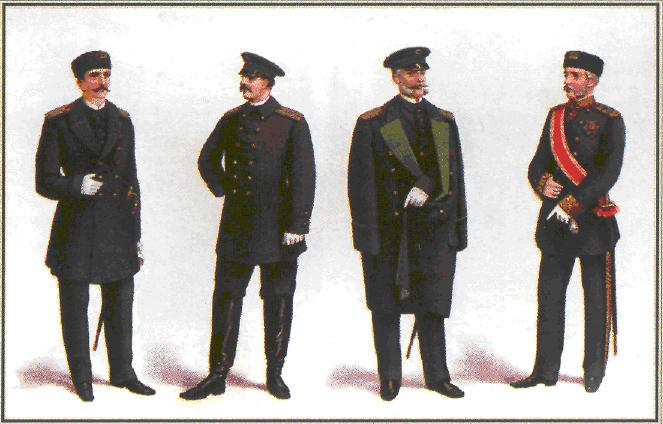
Форма чиновников министерства

- 1881 (25.03—04.05): граф Н. П. Игнатьев;
- 1881—1892: М. Н. Островский;
- 1893 (01.01—28.03): В. И. Вешняков (с 03.01.1883 был товарищем министра);
- 1893—1905: А. С. Ермолов (товарищами министра были: А. А. Нарышкин — до 30.12.1898; Ю. А. Икскуль фон Гильденбандт — до 19.11.1899; А. Х. Стевен — до 06.12.1904);
- 1905—1905: П. Х. Шванебах;
- 1905—1906: Н. Н. Кутлер;
- 1906 (27.02—24.04): А. П. Никольский;
- 1906 (24.04—08.07): А. С. Стишинский;
- 1906—1908: князь Б. А. Васильчиков;
- 1908—1915: А. В. Кривошеин;
- 1915—1916: А. Н. Наумов.
- 1916: граф А. А. Бобринский
- 1916—1917: А. А. Риттих
- 1917: А. А. Шингарёв
- 1917: В. М. Чернов
- 1917: С. Л. Маслов

## Адреса

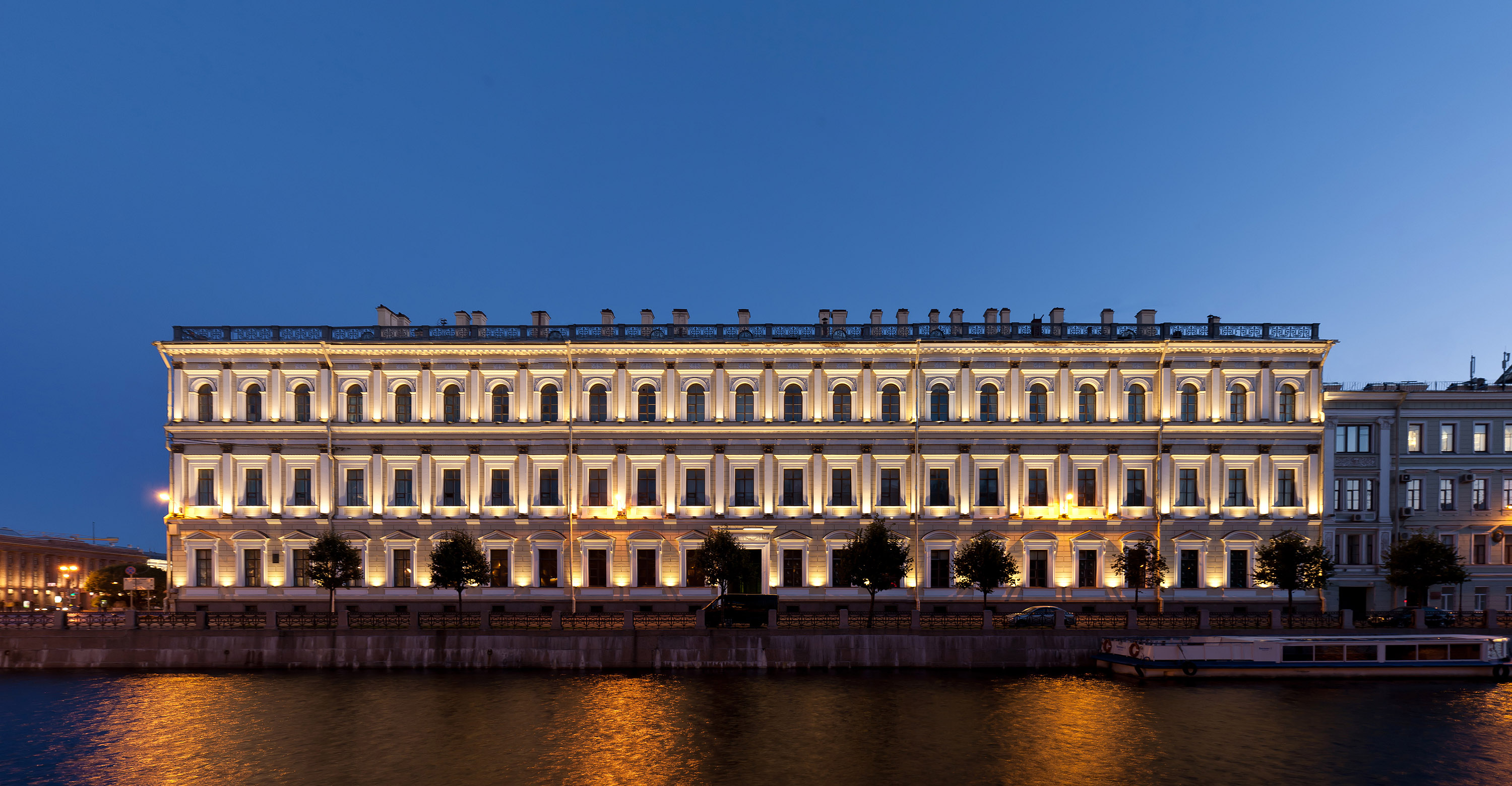
Вид на здание со стороны реки Мойки

Здание Министерства государственных имуществ, Исаакиевская площадь, 4 (Большая Морская улица, 42, набережная р. Мойки, 87), арх. Н. Е. Ефимов (1847—1853) — памятник архитектуры федерального значения. Ныне в здании находится Всероссийский институт растениеводства им. Н. И. Вавилова.